# Адміністративний арешт
Адміністративний арешт — це найсуворіший вид адміністративного стягнення, що застосовується лише у виняткових випадках за окремі види адміністративних правопорушень на строк до 15 діб і полягає у триманні правопорушника в ізоляції від суспільства.

## За які правопорушення встановлюється
Цей вид адміністративного стягнення призначається лише за правопорушення, які за ступенем суспільної небезпеки наближаються до злочинів. При цьому дане стягнення використовується лише в альтернативних санкціях, тобто можливе і його незастосування, навіть якщо він зазначений у санкції. Він може бути призначений за незаконні дії з наркотиками, дрібну крадіжку, жорстоке поводження з тваринами (повторне або щодо декількох тварин), порушення правил експлуатації транспортних засобів (повторне), залишення місця ДТП, окремі порушення правил руху через залізничні переїзди, керування транспортом у стані сп'яніння (повторне), порушення норм і стандартів щодо вулиць і доріг (у випадку настання негативних наслідків), дрібне хуліганство, вчинення домашнього насильства (та пов'язаних правопорушень), виготовлення та пропаганду георгіївської стрічки (повторне), розпивання алкогольних напоїв в заборонених законом місцях, появу у п'яному вигляді (повторні), ухилення особи від відбування адміністративного стягнення у виді суспільно корисних робіт, злісну непокору працівнику поліції, порушення порядку проведення мирних акцій (повторне), прояв неповаги до суду (повторне), злісну непокору розпорядженню чи вимозі військовослужбовця або працівника Державної прикордонної служби України, порушення правил адміністративного нагляду (повторне), незаконне перетинання кордону.

## Ким і до кого застосовується
Адміністративний арешт застосовується лише судом (суддею). Його не може бути застосовано до неповнолітніх, осіб з інвалідністю першої та другої груп, вагітних жінок, жінок, що мають дітей віком до 12 років, а також до військовослужбовців та інших осіб, на яких поширюється дія дисциплінарних статутів (до них застосовується арешт з утриманням на гауптвахті).

## Порядок застосування і виконання
Районний (міський) суд виносить постанову. Постанова судді у справах про адміністративне правопорушення набирає законної сили в загальному порядку після закінчення строку подання апеляційної скарги. При цьому арештовані піддаються особистому огляду. Правопорушник позбавляється волі на строк до 15 діб. У цей термін зараховується час адміністративного затримання. Його тримають у спеціальних приймальниках або в ізоляторах тимчасового затримання при органі внутрішніх справ, окремо від ув'язнених. Їх забезпечення здійснюється за нормами в'язниць загального режиму.
За цей час вони не отримують заробітної платні за основним місцем роботи, але адміністративний арешт не може бути причиною для звільнення, а також не тягне судимості. Але особи, що відбувають адміністративний арешт, використовуються на безоплатних фізичних роботах. Також правопорушник повинен сплатити вартість свого утримання, харчування й охорони. Побачення адміністративно-заарештованим надаються без обмежень.